# 튀르키예의 인구

1960-2017 튀르키예의 인구

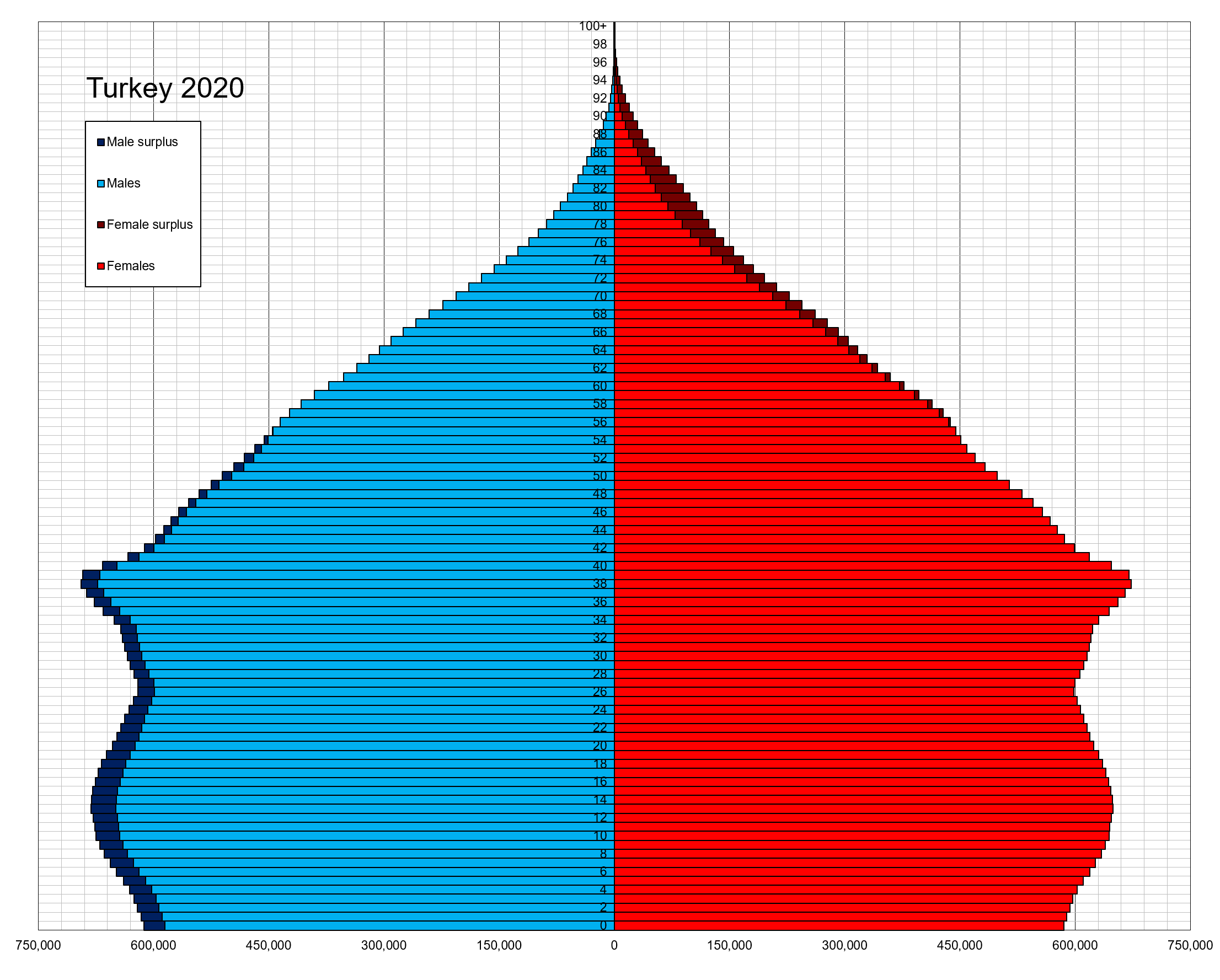
2020년 튀르키예의 인구 피라미드

튀르키예의 인구는 2023년 기준 8,537만 명으로, 전 세계에서 17번째로 인구가 많은 나라이다. 민족별로는 튀르키예인이 가장 많으며, 쿠르드족이 그 다음으로 많다.

## 특징
2008년 인구조사에 따르면 튀르키예 인구는 7,150만 명으로, 연간 인구 성장률은 1.31%이다. 평균 인구 밀도는 km2당 92명이다. 도시 지역에 거주하는 인구의 비율은 70.5%이다. 15~64세 연령 집단에 속하는 사람이 총 인구의 66.5%를 점하며, 0~14세 연령 집단은 26.4%이고, 65세 이상의 연령대는 7.1%를 차지한다. 기대 수명은 남성은 70.67세, 여성은 75.73세이며, 전체 평균은 73.14세이다. 6~15세 사이의 어린이를 대상으로 의무 무상 교육 제도를 실시하고 있다. 문자해독률은 남성 95.3%, 여성 79.6%로, 전체 평균은 87.4%이다.

튀르키예 헌법 제66항에서는 "시민권을 통해 튀르키예 국토 내에 속하는 사람"을 "튀르키예인"으로 규정하고 있어서, 법적인 의미의 "튀르키예인"은 인종상의 정의와 차이가 있다. 그러나 튀르키예 국민 대다수가 튀르키예 민족이다. 그 밖에 주요 소수 민족 집단으로는 압하스인, 아자르인, 알바니아인, 아랍인, 아시리아인, 보스니아 무슬림, 체르케스인, 헴신인, 쿠르드인, 라즈인, 롬족, 자자스인, 러시아인, 조지아인, 아제르바이잔인 등이 있고, 아르메니아인, 그리스인, 유대인은 로잔 조약에 따라 공식적으로 인정된 소수 민족이다. 1923년 1월 30일에 체결된 그리스-튀르키예 인구 교환 상호 합의가 1920년대에 발효되어 거의 150만 명에 이르는 튀르키예 내 그리스인들이 그리스로 이주하고, 그리스 내 튀르키예인 약 50만 명도 튀르키예로 이주하였다. 서유럽에 기원을 둔 소수 집단으로는 중세 시대부터 튀르키예 땅(주로 이스탄불과 이즈미르)에서 살던 레반트인(거의 대부분 프랑스, 제노바, 베네치아 혈통이다.)과, 19세기부터 튀르키예에 살던 보스포로스 독일인과 이스탄불 폴란드인이 있다.  국토 남동부 주에 주로 집중된 쿠르드인은 튀르키예에서 규모가 큰 민족이다. 공식적으로 인정받은 세 민족 이외에 다른 소수 민족은 특별한 지위가 없으며, 튀르키예에서 '소수 민족'이란 용어는 대단히 민감한 사안이다. 튀르키예의 인구 조사에서는 인종 관련 수치를 조사하지 않기 때문에 튀르키예의 정확한 민족 분포에 대해 믿을 만한 자료가 없다.
| 연도 | 인구       | ±% p.a. |
| ---- | ---------- | ------- |
| 1927 | 13,648,270 | —       |
| 1935 | 16,158,018 | +2.13%  |
| 1940 | 17,820,950 | +1.98%  |
| 1945 | 18,790,174 | +1.06%  |
| 1950 | 20,947,188 | +2.20%  |
| 1955 | 24,064,763 | +2.81%  |
| 1960 | 27,754,820 | +2.89%  |
| 1965 | 31,391,421 | +2.49%  |
| 1970 | 35,605,176 | +2.55%  |
| 1975 | 40,347,719 | +2.53%  |
| 1980 | 44,736,957 | +2.09%  |

| 연도 | 인구       | ±% p.a. |
| ---- | ---------- | ------- |
| 1985 | 50,664,458 | +2.52%  |
| 1990 | 56,473,035 | +2.19%  |
| 2000 | 67,803,927 | +1.85%  |
| 2010 | 73,722,988 | +0.84%  |
| 2015 | 78,741,053 | +1.33%  |
| 2016 | 79,814,871 | +1.36%  |
| 2017 | 80,810,525 | +1.25%  |
| 2018 | 82,003,882 | +1.48%  |
| 2019 | 83,154,997 | +1.40%  |
| 2020 | 83,614,362 | +0.55%  |

### 튀르키예의 인구 통계(2019년, 유엔)
총인구: 8340만 명
15세 미만 인구: 24.3%
15~24세 인구: 16.2%
25~64세 인구: 50.8%
65세 이상 인구: 8.7%
노인 부양 가능 인구(65세 이상 노인 1명당 25~64세 노동 인구): 5.8명
인구 성장률: 1.2%
조출생률(인구 1000명당): 15.8명
합계출산율: 2.05명
조사망률(인구 1000명당): 5.4명
영아사망률(1살 미만 1000명당): 8명
유아사망률(5세 미만 1000명당): 12명
기대수명: 77.7세

## 인구 통계

### 1990-현재 출생 및 사망 통계
출처:
|      | 인구 (12월 31일) | 출생아 수 | 사망자 수 | 자연 증감 | 조출생률 (1000명당 | 조사망률 (1000명당) | 자연 증감률 (1000명당) | 합계출산율 |
| ---- | ---------------- | --------- | --------- | --------- | ------------------ | ------------------- | ---------------------- | ---------- |
| 1990 |                  | 1,392,000 | 388,000   | 1,004,000 |                    |                     |                        |            |
| 1991 |                  | 1,390,000 | 391,000   | 999,000   |                    |                     |                        |            |
| 1992 |                  | 1,388,000 | 394,000   | 994,000   |                    |                     |                        |            |
| 1993 |                  | 1,385,000 | 396,000   | 989,000   |                    |                     |                        |            |
| 1994 |                  | 1,372,000 | 399,000   | 973,000   |                    |                     |                        |            |
| 1995 |                  | 1,368,000 | 402,000   | 966,000   |                    |                     |                        |            |
| 1996 |                  | 1,386,000 | 419,000   | 967,000   |                    |                     |                        |            |
| 1997 |                  | 1,317,000 | 424,000   | 893,000   |                    |                     |                        |            |
| 1998 |                  | 1,318,000 | 426,000   | 892,000   |                    |                     |                        |            |
| 1999 |                  | 1,313,000 | 427,000   | 886,000   |                    |                     |                        |            |
| 2000 |                  | 1,307,000 | 422,000   | 885,000   |                    |                     |                        |            |
| 2001 |                  | 1,323,341 | 175,137   | 1,148,204 | 20.3               |                     |                        | 2.37       |
| 2002 |                  | 1,229,555 | 175,434   | 1,054,121 | 18.6               |                     |                        | 2.17       |
| 2003 |                  | 1,198,927 | 184,330   | 1,014,597 | 17.9               |                     |                        | 2.09       |
| 2004 |                  | 1,222,484 | 187,086   | 1,035,398 | 18.1               |                     |                        | 2.11       |
| 2005 |                  | 1,244,041 | 197,520   | 1,046,521 | 18.2               |                     |                        | 2.12       |
| 2006 |                  | 1,255,432 | 210,146   | 1,045,286 | 18.1               |                     |                        | 2.12       |
| 2007 | 70,586,256       | 1,289,992 | 212,731   | 1,077,261 | 18.4               |                     |                        | 2.16       |
| 2008 | 71,517,100       | 1,295,511 | 215,562   | 1,079,949 | 18.2               |                     |                        | 2.15       |
| 2009 | 72,561,312       | 1,266,751 | 369,703   | 897,048   | 17.6               | 5.1                 | 12.5                   | 2.10       |
| 2010 | 73,722,988       | 1,261,169 | 366,471   | 894,698   | 17.2               | 5.0                 | 12.2                   | 2.08       |
| 2011 | 74,724,269       | 1,252,812 | 376,162   | 876,650   | 16.9               | 5.1                 | 11.8                   | 2.05       |
| 2012 | 75,627,384       | 1,294,605 | 376,520   | 918,085   | 17.2               | 5.0                 | 12.2                   | 2.11       |
| 2013 | 76,667,864       | 1,297,505 | 373,041   | 924,464   | 17.0               | 4.9                 | 12.1                   | 2.11       |
| 2014 | 77,695,904       | 1,351,088 | 391,091   | 959,997   | 17.5               | 5.1                 | 12.4                   | 2.19       |
| 2015 | 78,741,053       | 1,336,442 | 405,528   | 930,914   | 17.1               | 5.2                 | 11.9                   | 2.16       |
| 2016 | 79,814,871       | 1,314,764 | 422,964   | 891,800   | 16.6               | 5.3                 | 11.3                   | 2.11       |
| 2017 | 80,810,525       | 1,297,638 | 426,662   | 870,976   | 16.2               | 5.3                 | 10.9                   | 2.08       |
| 2018 | 82,003,882       | 1,252,745 | 426,449   | 826,296   | 15.4               | 5.2                 | 10.2                   | 2.00       |
| 2019 | 83,154,997       | 1,183,652 | 435,941   | 747,711   | 14.3               | 5.3                 | 9.0                    | 1.88       |
| 2020 | 83,614,362       | 1,112,859 |           |           | 13.3               |                     |                        | 1.76       |

### 1950-현재 기대수명[13]
| 기간      | 기대수명 | 기간      | 기대수명 |
| --------- | -------- | --------- | -------- |
| 1950–1955 | 41.01    | 1985–1990 | 63.04    |
| 1955–1960 | 43.69    | 1990–1995 | 65.49    |
| 1960–1965 | 47.22    | 1995–2000 | 68.49    |
| 1965–1970 | 50.78    | 2000–2005 | 71.37    |
| 1970–1975 | 53.75    | 2005–2010 | 73.37    |
| 1975–1980 | 57.05    | 2010–2015 | 74.83    |
| 1980–1985 | 60.22    | 2015-2020 | 77.31    |